# Ligarki
Ligarki, Legarki – niewielka polana w Pieninach. Znajduje się na wysokości 730–750 m w Masywie Trzech Koron. Położona jest na grzbiecie porośniętym dzikim lasem jodłowo-świerkowym, który już Kazimierz Sosnowski uważał za las pierwotny. Ma powierzchnię 0,45 ha i z powodu niewielkich rozmiarów pozbawiona jest widoków, gdyż przesłania je las. Mimo niewielkich rozmiarów stwierdzono występowanie na niej ok. 100 gatunków roślin naczyniowych. Do 1980 polana była regularnie koszona, później zaprzestano koszenia, prowadzi się natomiast badania nad sukcesją wtórną.
Przez polanę Ligarki prowadzi szlak turystyczny, na polanie zakręca on o 90°. W Pieninach istnieją jeszcze jedne Ligarki – skalne żebra o wysokości ok. 240 m, opadające do Przełomu Dunajca z tego grzbietu, na którym znajduje się polana Ligarki.
Z rzadkich roślin m.in. stwierdzono tutaj występowanie tawuły średniej, kokoryczy żółtawej i ostrożnia głowacza.
Polana znajduje się na obszarze Pienińskiego Parku Narodowego, w granicach wsi Sromowce Niżne, w województwie małopolskim, w powiecie nowotarskim, w gminie Czorsztyn.

## Szlak turystyki pieszej
od wylotu Wąwozu Szopczańskiego południowymi zboczami Trzech Koron, przez Wyżni Łazek i Ligarki do polany Kosarzyska, gdzie krzyżuje się ze szlakiem niebieskim prowadzącym głównym grzbietem Masywu Trzech Koron i Pieninek.